# Chiesetta di Madonna delle Grazie
La Chiesetta di Madonna delle Grazie è una piccola chiesa situata nel comune di Costabissara, in provincia di Vicenza. 
Si trova sul Colle Zovo a 222 m s.l.m., la collina di chiusura ad est del sistema montuoso dei Lessini, ora noto come località Madonna delle Grazie, situato tra i comuni di Costabissara, Sovizzo, Isola Vicentina e Monteviale.
In tale chiesa, che fa parte della parrocchia di Costabissara, vengono ancora professate messe di rito cattolico, specialmente nel mese di maggio in occasione delle manifestazioni religiose mariane.
Oltre alla chiesetta è presente anche un piccolo nucleo abitativo.

## L'antico capitello
Esattamente sul terreno dove sorge l'attuale chiesetta era presente ab immemorabili un capitello a tre ante affrescato e dedicato alla Vergine e ai santi Marco e Antonio da Padova. La sua posizione era dove ora si trova la piattaforma in calcestruzzo di base per l'alzabandiera e usata nel passato come fondamenta per il provvisorio campanile in legno. Il capitello era la tappa conclusiva della processione annuale della Rogazione Maggiore del 25 aprile e fu proprio in quelle occasioni che nel 1917 e 1918 venne fatto il voto che diede vita alla chiesetta.

## Storia

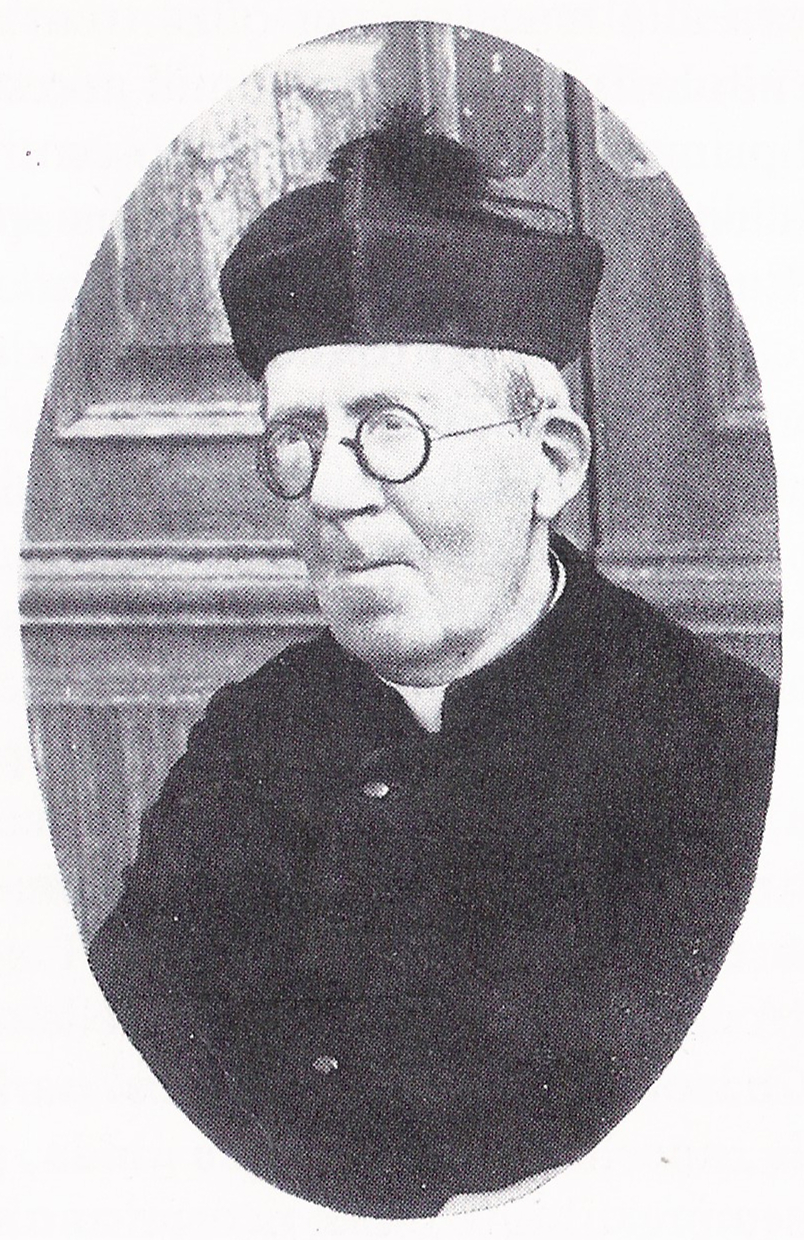
Don Guglielmo Stringari

### Il voto
Il 25 aprile 1917 durante la processione della festa di San Marco e in pieno periodo di guerra e pericolo di invasione austriaca, il parroco di Costabissara, don Guglielmo Stringari, raccolse le lamentele e le paure dei paesani formulando il voto di costruire una chiesa sul colle Zovo. La disfatta di Caporetto rese ancora più fondata la paura di un'invasione nemica e l'anno successivo il voto venne precisato: "qui ove sorge questo capitello costruiremo una chiesa dedicata a Maria Madre di Dio dispensatrice di tutte le Grazie se i nostri paesi resteranno preservati da invasione nemica."

### I lavori

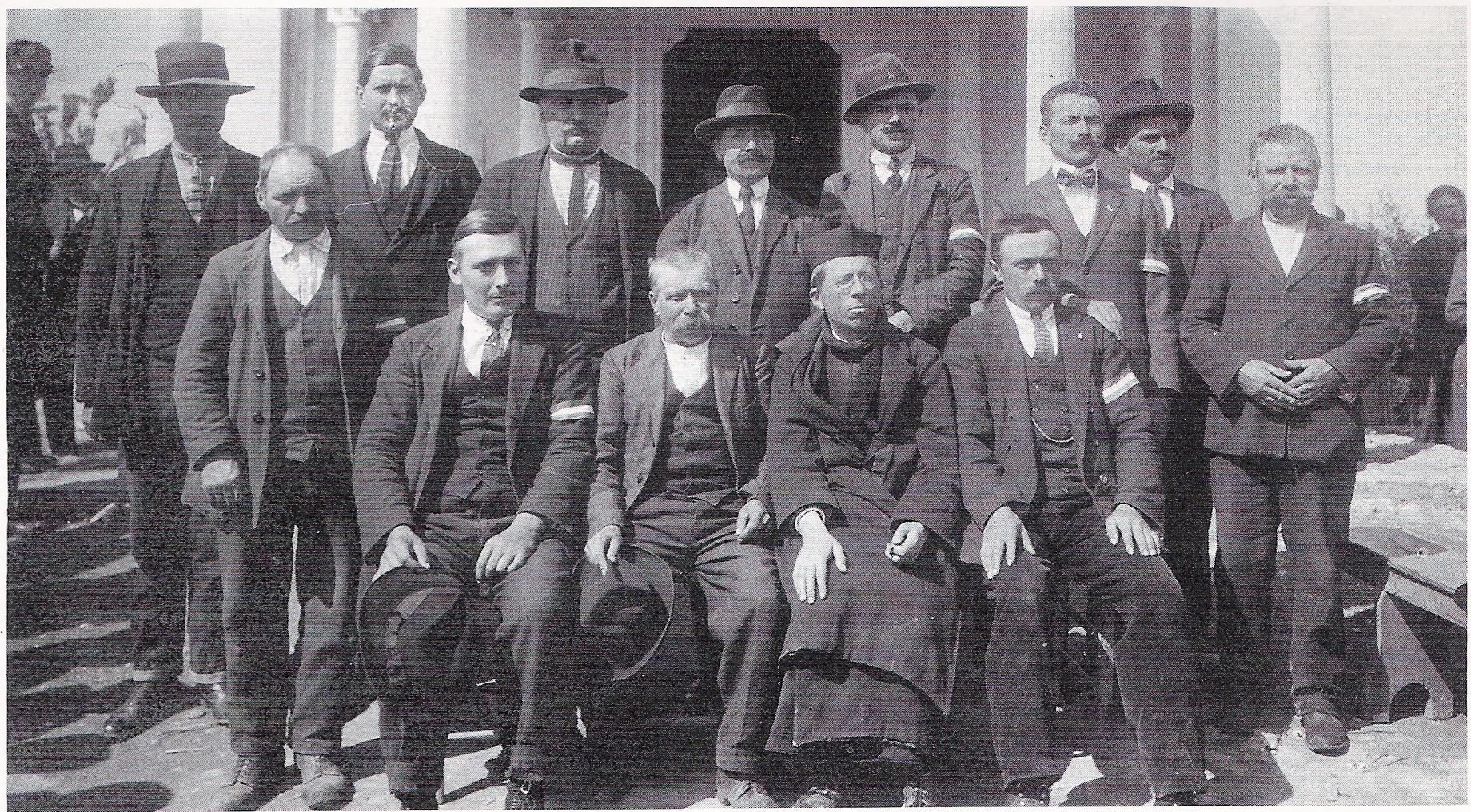
Il comitato che ha presieduto i lavori di costruzione della chiesa. Sono presenti (non nell'ordine): Antonio Lorenzato, Luigi Lorenzato, Antonio Sella, Eugenio Sella, Virgilio Sella, Ambrosio Cariolato e nipote, Vittorio Fabris, Agostino Bertacche, Sisto Cecchetto, Enrico Cecchetto e Don Guglielmo Stringari

Le sorti della guerra volsero positivamente e il paesino non fu mai occupato. I lavori per la costruzione della chiesetta faticarono a partire sia per la mancanza di fondi, già impegnati per terminare la nuova chiesa parrocchiale di San Giorgio Martire, più volte sospesa per colpa del conflitto, sia a causa dell'epidemia di febbre spagnola che decimò (qui come nel resto d'Italia) la popolazione.
Don Stringari formò quindi un comitato composto da alcuni capifamiglia della zona con il compito di trovare i fondi, studiare i progetti e dare inizio alle opere.
Il terreno, di circa 2000 m2 di superficie, venne donato in parte dai fratelli Antonio e Luigi Lorenzato e in parte da Virgilio Sella. Nel 1919 i fondi raccolti dalle famiglie del luogo ammontavano già a 4.000 lire e i lavori di spianamento del terreno, scavo delle fondamenta, preparazione delle pietre, trasporto di calce e sabbia da Villaverla, vennero effettuati grazie ad opere gratuite offerte.
Una volta approvato il progetto dalle autorità ecclesiastiche, venne ufficialmente dato il via ai lavori il 21 novembre 1921 sulla base di un progetto dell'architetto Gerardo Marchioro che prevedeva un costo complessivo di 50.000 lire.
Verso la fine del 1921 vennero completate le fondazioni e ultimata la zoccolatura.

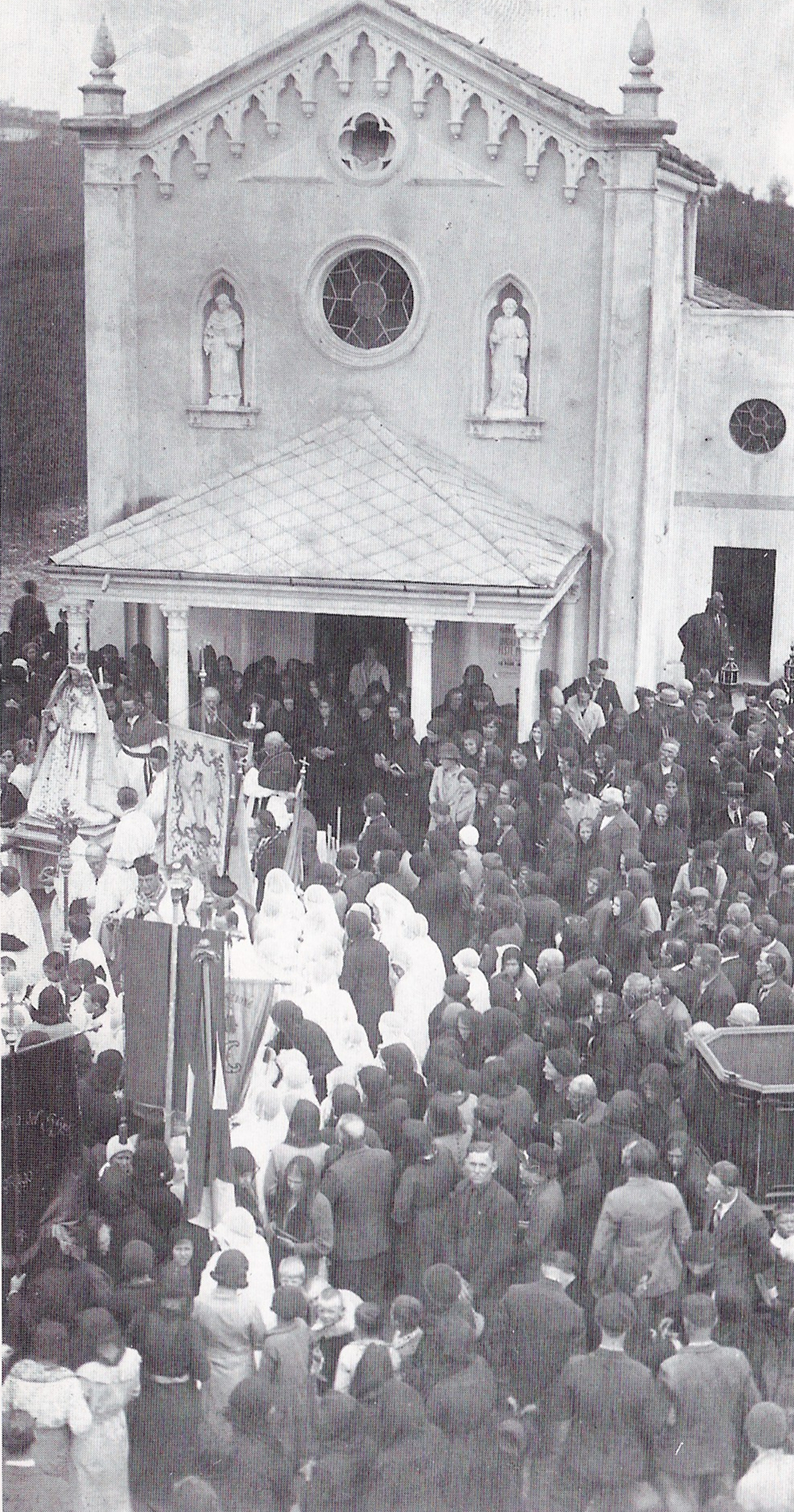
Un momento delle processioni che interessarono la chiesa

Dopo tre anni di lavori, il 17 maggio 1924 la chiesa venne inaugurata. Le campane arrivarono solo nel 1925 e poste in una torre campanaria lignea provvisoria fino alla costruzione del campanile definitivo nel primo dopoguerra.

## La chiesetta attuale
La chiesa, in stile neogotico, presenta una pianta rettangolare con quattro volte a crociera e cinque ampie finestre, misura 14 m di lunghezza, 6 metri di larghezza e un'altezza massima di 7 metri. La facciata a capanna ospita, in due nicchie, due statue dei santi Marco evangelista e Antonio da Padova. È presente un protiro sorretto da quattro colonne corinzie. L'arco trionfale presenta l'invocazione Maria Mater gratiarum ora pro nobis ("Maria Madre delle grazie prega per noi").
L'altare, un tempo dedicato a San Bernardino, apparteneva alla pieve di San Giorgio, la vecchia chiesa del paese che era già stata spogliata per abbellire la nuova chiesa parrocchiale. Tale struttura, un blocco sormontato da una nicchia ricoperta a tempietto aperto e sorretto da colonne marmoree di stile composito, ha subito varie ristrutturazioni (tra cui una nel 1686, come recita una targhetta in marmo nel timpano sopra la nicchia, a cura della Fraglia del Rosario) grazie alle quali è stato arricchito di quindici formelle in metallo raffiguranti i misteri del rosario. Prelevato dalla Pieve nel 1923, venne trasportato e addossato alla parete absidale.
Nella nicchia sopra l'altare è presente una scultura lignea della Madonna delle Grazie creata da Guido Cremasco: in tale opera le Grazie vengono rappresentate come un mazzo di rose che il bambino in braccio alla madre stringe al petto e da una rosa che viene offerta al devoto dalla mano della Madonna. Questa statua sostituisce dal 1954 un'immagine sei-settecentesca rivestita di damasco e di ex voto presente dal 18 maggio 1924.
Il campanile, costruito nel primo dopoguerra, è alto 14 metri e ospita le campane originariamente poste nel provvisorio campanile ligneo il cui basamento è ancora visibile.

### Le campane

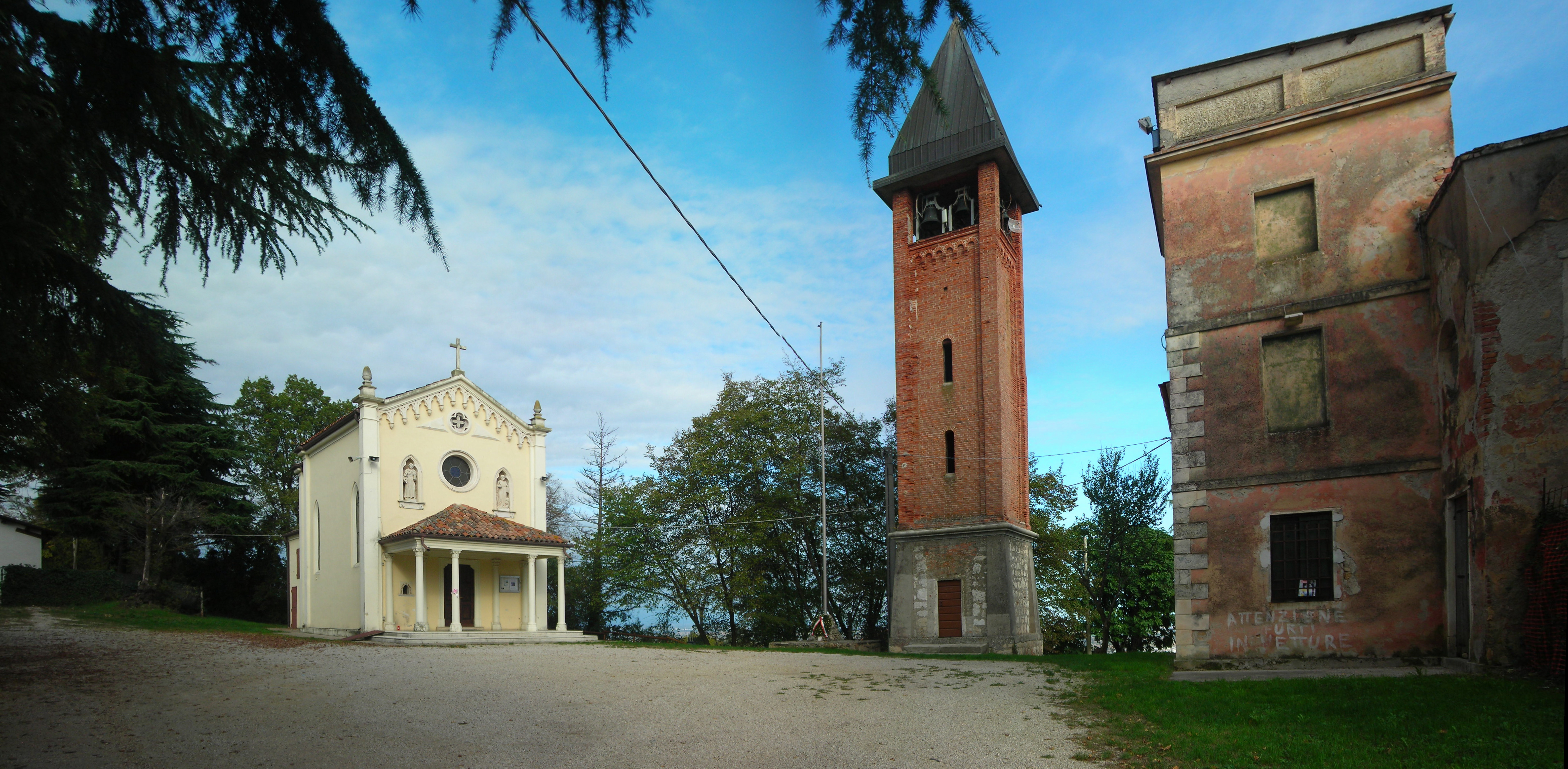
La chiesetta di Madonna delle Grazie con il suo campanile e il Rifugio per i pellegrini. Alla sinistra del campanile è ancora presente il basamento usato per il campanile provvisorio al posto del quale era presente l'antico capitello.

Le campane in tutto sono 11, commissionate alla ditta Colbachini di Bassano del Grappa, arrivarono solo a marzo 1925. Le prime cinque arrivarono prima a Costabissara per essere condotte, il 25 aprile 1925, in processione alla chiesetta, consacrate il 1º maggio 1925 e poste in un castello provvisorio. Portano le scritte:
1. honor et gloria soli Deo - Don Guglielmo Stringari - parroco 1925[19];
2. anno 1924 le figlie di Maria a Maria[19];
3. 1924;
4. 1924;
5. opera 1924 voto di guerra 25 aprile 1916-1917 Costabissara Castelnovo - Gambugliano - Monteviale[19].

La sesta campana arrivò a maggio come dono delle madri cristiane di Costabissara, Castelnovo, Motta, Gambugliano, Monteviale e Torreselle.
La settima arriverà l'anno dopo con incisa la frase latina consolationes tuae laetificaverunt animam meam secundum multitudinem dolorum meorum in corde meo, in ricordo del significato biblico dei sette dolori e delle sette allegrezze della vita della Vergine Maria.
Le 7 campane non creavano un concerto "in scala" ma bensì due distinti concerti, uno di tre note in La3 maggiore con le campane più grandi (La3-Si3-Do#4), ed uno più piccolo di 5 in scala maggiore con le 5 campane più piccole (Do#4-Re#4-Mi#4-Fa#4-Sol#4).
Nel 1995 si è deciso, grazie al contributo di benefattori locali, di creare un concerto a 9 campane in scala diatonica maggiore come da tradizione Vicentina, implementando le campane mancanti alle campane esistenti, in modo da sfruttare a pieno le possibilità del concerto. Nel 1995 sono state aggiunte le mancanti, Re4-Mi4-La4 e Si4, fuse dalla fonderia Colbachini di Padova, determinando quindi un concerto di La3 maggiore con due alterazioni (Re#4-Mi#4).
Nel 1996 la campana Sol#4 è stata sostituita con una nuova, in ricordo di Marco Tosin, grande campanologo di Vicenza che inaugurò le campane del 1995 e scomparso prematuramente lo stesso anno.
Le campane sono solamente manuali perciò esiste una squadra campanaria del luogo che ogni domenica suonano per la messa

## Il rifugio per i pellegrini
Subito dopo la costruzione della chiesa si assistette a un imponente pellegrinaggio da numerosi comuni vicini. Questo costrinse il comitato a disporre la costruzione di un rifugio per questi pellegrini e così, 30 metri di fronte alla chiesa sorse la Villa Rifugio dei Pellegrini.
La struttura venne usata sia dai pellegrini sia dai sacerdoti che dovevano prestare servizio alla chiesa. Nel 1944 venne messa a disposizione all'Opera della divina provvidenza dell'Istituto San Gaetano, fondata dal giovane prete don Ottorino Zanon che lascerà nel 1945 per dare spazio agli anziani dei paesi vicini.
L'ormai ex rifugio del pellegrino, nel 1989 venne restaurato per volontà del vescovo Pietro Nonis da parte degli Alpini. La casa è ancora esistente.
Fu proprio in questo momento di massimo pellegrinaggio che vennero sistemate le croci in legno, ancora oggi visibili, sulle strade che portano alla chiesa.